# R. Thórhallsson
R. Thórhallsson. (født 1973 i Island) er en kunstner der specialiserer sig i tegning, skulptur og film. Han har holdt adskillige udstillinger i sit hjemland og Europa, lavet kort- og dokumentarfilm samt musikvideoer, arbejdet som performance-kunstner, bladtegner, instruktør, lysdesigner og scenograf m.m. Han har boet og arbejdet på Christiania i København siden 1998.
 Der er for få eller ingen kildehenvisninger i denne artikel, hvilket er et problem. Du kan hjælpe ved at angive troværdige kilder til de påstande, som fremføres i artiklen.

|  | Artiklen om R. Thórhallsson kan blive bedre, hvis der indsættes et (bedre) billede Du kan hjælpe ved at afsøge Wikimedia Commons for et passende billede eller uploade et godt billede til Wikimedia Commons iht. de tilladte licenser og indsætte det i artiklen. |